# Batracomorphus nabirensis
Batracomorphus nabirensis är en insektsart som beskrevs av Evans 1972. Batracomorphus nabirensis ingår i släktet Batracomorphus och familjen dvärgstritar. Inga underarter finns listade i Catalogue of Life.